# Lagarde-sur-le-Né
Lagarde-sur-le-Né är en kommun i departementet Charente i regionen Nouvelle-Aquitaine i västra Frankrike. Kommunen ligger  i kantonen Barbezieux-Saint-Hilaire som ligger i arrondissementet Cognac. År 2022 hade Lagarde-sur-le-Né 187 invånare.

## Befolkningsutveckling
Antalet invånare i kommunen Lagarde-sur-le-Né
Referens:INSEE